# Scotiptera robusta
Scotiptera robusta là một loài ruồi trong họ Tachinidae.